# 新營 (大字)
新營，是臺灣臺南市新營區的一個傳統地域名稱，也是全區行政中心所在，位於該區東北半葉的中央地帶及南部。相較於今日行政區，其範圍大致包括新南里東南大半部、新北里、民生里、三仙里、忠政里西半部、民權里不含東北端、中營里西南半部、興業里、永平里、南興里、南紙里東南端，以及柳營區的太康里北部凸出部分西北端。

## 歷史
台灣日治初期，新營地區為一街庄，稱為「新營庄」，隸屬於太子宮堡。該庄昔日輪廍大致為豎邊較寬的L型，主半葉北與後鎮庄、許丑庄為鄰，主半葉東邊及東南半葉北邊暨東邊北段與王公廟庄為鄰，東南半葉的東邊中段與五軍營庄為鄰，東邊南段及南邊為太康庄，主半葉南邊為火燒店庄，西邊為太子宮庄、茄苳腳庄。
1901年（日治明治三十四年）11月11日，全台廢縣廳改設二十廳，該庄隸屬於鹽水港廳。1904年（明治三十七年）4月1日，該庄編入「新營區」，隸屬於鹽水港廳。1906年（明治三十九年）4月1日，鹽水港廳內管轄區域調整，該庄仍隸屬於「新營區」。1909年（明治四十二年）10月25日，全台合併二十廳為十二廳，新營區改隸屬於嘉義廳。1920年（大正九年）10月1日，全台地方制度大改正，廢十二廳改設五州二廳，該庄改制為「新營」大字，隸屬於臺南州新營郡新營庄。1933年（昭和八年）12月，新營庄升格為新營街。
戰後新營街改制為新營鎮，隸屬於臺南縣，大字亦改制為里。1950年10月25日，雲、嘉、南分治，新營鎮仍隸屬於臺南縣。1981年12月25日，新營鎮改制為新營市。2010年12月25日，臺南縣、市合併為直轄臺南市，新營市改制為新營區。

## 聚落
本地區發展較早的聚落為新營，在日治期初期的官方地圖上已有記載。

## 交通
台鐵縱貫線是台灣西部南北向鐵路幹線，經過本地區東部，並在境內設有新營車站。該站屬一等站，停靠部分自強號及全部莒光號、區間快車、區間車；由此可前往台鐵沿線各站。
國道1號又稱「中山高速公路」，是台灣西部兩條南縱向高速公路之一，經過本地區西北角旁，並在西鄰茄苳腳地區境內的市道172號交會處設有新營交流道，由此進入可快速前往台灣西部南北各地。
省道台1線又稱「縱貫公路」，是臺北至楓港的傳統平面幹道，經過本地區東部邊界地帶，並與鐵路併行且位於其東側。由該道路北行可前往後壁區、嘉義縣水上鄉、嘉義市、嘉義縣民雄鄉等地，南行可前往柳營區、六甲區、官田區、善化區等地。
市（縣）道172號是布袋至澐水的道路，經過本地區西北部及北部邊界地帶（外環道）。由該道路西行可前往國道1號新營交流道、鹽水區、嘉義縣義竹鄉、布袋鎮，並止於布袋市區；東行可前往後壁區南部、白河區、嘉義縣中埔鄉，並止於省道台3線路口。

## 學校
- 國立新營高級中學
- 臺南市私立南光高級中學
- 臺南市立南新國民中學
- 臺南市新營區公誠國民小學
- 臺南市新營區新民國民小學
- 臺南市新營區南梓實驗小學

## 產業
- 新營糖廠